# Grammomys poensis
Grammomys poensis — вид гризунів родини мишевих (Muridae). Він зустрічається в Анголі, Бурунді, Камеруні, Центральноафриканській Республіці, Республіці Конго, Демократичній Республіці Конго, Кот-д’Івуарі, Екваторіальній Гвінеї, Габоні, Гані, Гвінеї, Ліберії, Нігерії, Руанді та Уганді. Його природними середовищами існування є субтропічні або тропічні вологі рівнинні ліси, субтропічні або тропічні вологі гірські ліси та субтропічні або тропічні вологі чагарники.

## Морфологічна характеристика
Це дрібний гризун з довжиною голови й тулуба від 127 до 139 мм, довжиною хвоста від 130 до 198 мм, довжиною лапи від 22 до 26,9 мм, довжиною вух від 12,6 до 18 мм і вага до 69 грамів. Верх червонувато-бурий. Черевні частини білі. Задня частина ніг червонувато-жовта. Хвіст довший за голову й тулуб, рівномірно темно-коричневий і закінчується пучком довгого волосся.

## Поведінка
Це деревний і нічний вид.